# متحف التاريخ الطبيعي السودان
متحف التاريخ الطبيعي هو أحد المؤسسات التي توثق الحياة البرية في السودان  ويعتبر من أهم متاحف التاريخ الطبيعي ويتبع اداريآ لكيلة العلوم جامعة الخرطوم.
يعتبر المتحف واحد من اقسام كلية العلوم، يتيح المتحف للطلاب الدارسين في كلية العلوم التدريب العملي والتعرف علي العينات الحيوانية والنباتية والجيولوجية المجموعة من جميع ارجاء السودان وكذلك العينات المجموعة من قديم الزمان بالإضافة الي عينات المستحاثات وأيضا اهتمام المتحف بمسألة البحث العلمي فيما يتعلق بعلم الحيوان والنبات وعلم الجيولوجيا.

## الموقع
يقع في مجمع الوسط لجامعة الخرطوم بشارع الجامعة في المنطقة الواقعة بين معهد الدراسات الأفريقية والاسيوية والدار الاستشارية لجامعة الخرطوم
```
الخرطوم
```

## النشأة
نشأة المتحف لم تكن رسمية، بل كانت عبارة عن مساهمات من الموظفين، وأفراد الجيش الإنجليزي، من المهتمين بالتاريخ الطبيعي إبان احتلال بريطانيا للسودان.
جمعت العينات والنماذج من مختلف بقاع السودان في العام 1902 من قبل الهواة، بينما فتح المتحف ابوابه للجمهور في العام 1933

## الوصف المعماري
ينقسم المتحف إلى ثلاثة اجزاء
- الجزء الأول العرض للجمهور والدارسين والمختصين وطلاب الجامعات والمدارس.
- الجزء الثاني مهم جداً يسمى العينات المرجعية، ويرجع تاريخها إلى العشرينات من القرن الماضي.
- الجزء الثالث من المتحف يتمثل في صالات العرض لعرض الحيوانات المحنطة.
- يحتوي المتحف علي عدد من صالات العرض لعرض العينات الحيوانية والنباتية وعينات الجيولوجيا. بالإضافة الي الكائنات الحية متمثلة في بعض عينات القرود والثعابين والتماسيح.
- يحتوي قسم الجيولوجي علي عدد من عينات الصخور والمعادن والمستحاثات.

## اهمال المتحف
يعود الإهمال وتدهور المتحف الي عدم تخصيص الحكومة السودانية ميزانية له منذ العام 2010 وعدم تجديد في المقتنيات التي تعود الي ستنيات القرن الماضي.

## المساهمات العلمية للمتحف
تم نشر العديد من الاوراق العلمية في مجلات علمية عالمية (باللغة الإنجليزية) في مختلف التخصصات منها الزواحف والثديات
1.Notes on Sudan Snakes 
2. A Field Key to the Genera of Sudan Rodents